# حنا (فیلم ۱۹۹۱)
حنا (به هندی: Henna) فیلمی محصول سال ۱۹۹۱ و به کارگردانی راندهیر کاپور است. در این فیلم بازیگرانی همچون ریشی کاپور، زیبا بختیار، آشوینی بیهیو، سعید جعفری، فریده جلال، کولبوشان کارباندا، کیران کومار، راضا مراد، ریما لاگو، موهنیش باهل ایفای نقش کرده‌اند.